# Rictrude di Marchiennes
Rictrude di Marchiennes (Périgord, 613 circa – 688) è stata una principessa franca del VII secolo che ebbe quattro figli (tutti santificati) e, rimasta vedova, si ritirò in un monastero del quale divenne badessa. È venerata come santa dalla Chiesa cattolica e da quella ortodossa.

## Biografia

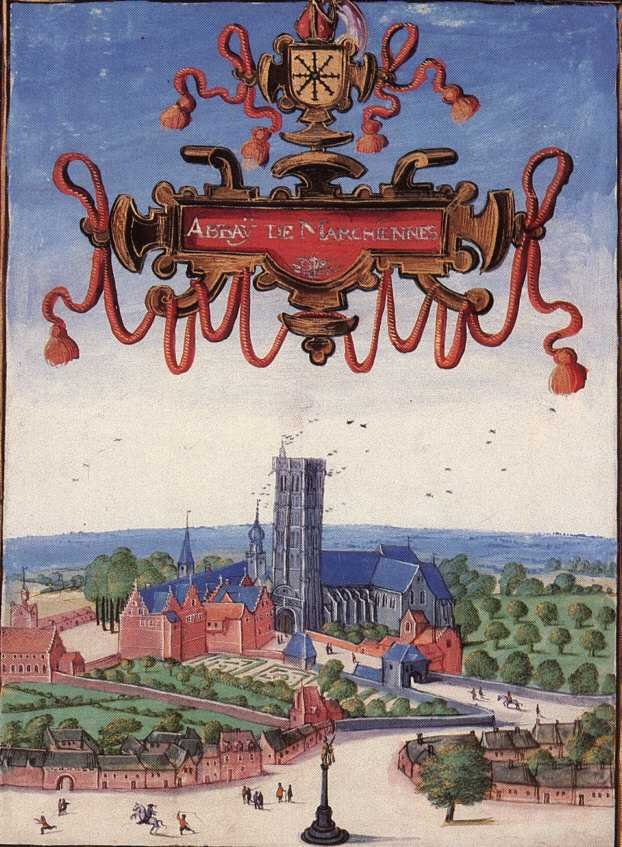
Monastero di Marchiennes

Era figlia di Ernoldo, signore di Tolosa.
Verso il 636 sposò Adalbaldo di Ostrevent, un funzionario di corte durante il regno di Clodoveo II e poi di Teodorico II.  Ella fondò, nel 643, a Marchiennes, un convento femminile non lontano da quello maschile fondato dal marito nel 630.
Nel 652 rimase vedova, poiché il marito venne ucciso durante una missione in Aquitania. Rictrude decise, su consiglio di Sant'Amando, di prendere il velo monacale, ritirandosi nel convento da lei fondato, del quale divenne badessa, assumendo l'autorità anche sui monaci del monastero che divenne così un monastero doppio.
Nel Martirologio Romano è ricordata il 12 maggio.

## Discendenza
Rictrude ed Adalberto ebbero tre figlie ed un figlio, diventati tutti e quattro santi:
- santa Eusebia († 660), celebrata il 16 marzo[2]
- santa Adalsinda († 715), celebrata il 25 dicembre[3]
- santa Clotsinda († 714), celebrata il 30 giugno[4]
- san Mauronto († 715), celebrato il 5 maggio.